# Fatima Rushdi
Fatima Rushdi (1908-1996) là một nữ diễn viên và nhà sản xuất người Ai Cập, là "một trong những người tiên phong của điện ảnh Ai Cập ".

## Đời sống
Sinh ra ở Alexandria, Fatima Rushdi chuyển đến Cairo khi bà mười bốn tuổi để trở thành một nữ diễn viên. Không được đào tạo chính thức và chỉ nói tiếng Ả Rập, bà bắt đầu đoàn kịch sân khấu của riêng mình vào năm 1926, đi khắp Bắc Phi. Giám đốc nhà hát `Aziz` Id đã yêu bà và cho phép bà học đọc và viết. Bà được biết đến như là "Bernhardt của Phương Đông" vì đã hóa thân nhiều lần vào vai diễn nổi tiếng của Sarah Bernhardt.
Xuất hiện trong bộ phim đầu tiên của bà là trong bộ phim thứ hai của Ibrahim Lama, Faji`a Fawq Al-Haram / Thảm họa trên Kim tự tháp (1928). Năm 1933, bà đạo diễn bộ phim đầu tiên và duy nhất của mình, al-Zarwaj / The Wedding, được công chiếu tại Paris. Không có bản sao nào còn sót lại được biết đến, và trong cuốn hồi ký năm 1970, bà tuyên bố đã đốt bộ phim hoàn chỉnh. Bộ phim có cảnh bà là một người phụ nữ bị cha mình đẩy vào một cuộc hôn nhân không hạnh phúc và cuối cùng chết một cách bi thảm. Bà diễn xuất trong một số bộ phim của Kamal Selim, bao gồm cả 'hiện thực' al-`Azima / Quyết tâm (1939), trong đó bà vào vai một cô gái trẻ thuộc tầng lớp lao động phải lòng con trai của người hàng xóm. Lần xuất hiện trên màn ảnh cuối cùng của bà là vào năm 1955, với vai diễn phụ trong Ahmad Diya` al-Din 's Da`uni A`ish / Let Me Live.
Trong những năm 1960, Fatima Rushdi đã tổ chức một thẩm mỹ viện cho các nhà làm phim và sinh viên tại Viện nghiên cứu kịch nghệ cao học Cairo.